# Voltampér
Voltampér (značka VA) je jednotka zdánlivého elektrického výkonu. Rozměrem je roven wattu, ten se však užívá výhradně pro činný výkon. Pro odlišení různého fyzikálního významu se tedy zdánlivý výkon vyjadřuje ve voltampérech a jalový výkon ve voltampérech reaktančních (var).